# Adolfo Domínguez
Adolfo Domínguez Fernández (Puebla de Trives, provincia de Orense; 14 de mayo de 1950) es un empresario español, cuya compañía lleva su mismo nombre. Principal accionista, con un 31,5 %, presidió la empresa durante veinte años hasta mayo de 2020 que cedió la presidencia ejecutiva a su hija Adriana Domínguez permaneciendo como consejero dominical.

## Biografía
Tras pasar su infancia en el taller de sastrería de sus padres, se traslada a Santiago de Compostela para estudiar Filosofía y Letras. Posteriormente, reside en París y Londres, donde entra en contacto con el movimiento ecologista mientras amplía sus conocimientos de arte y cine.
En los años 1970 regresa a Orense y crea la empresa textil, con la apertura de la primera tienda Adolfo Domínguez en España.
Años más tarde contrae matrimonio con Elena González Álvarez. Tiene tres hijas Adriana Domínguez, Tiziana Domínguez y Valeria Domínguez. Adriana Domínguez es presidenta ejecutiva de la firma y Valeria Domínguez es miembro del Consejo de Administración y Líder del Comité de Transformación Digital.
En 2010 la compañía española de moda y perfumes Puig pasó a ser la segunda mayor accionista de la firma.
Durante dos décadas asumió la presidencia de la empresa, hasta en mayo de 2020 cuando se anunció que cedía la presidencia ejecutiva a su hija mayor Adriana Domínguez.

## Moda
En los años 1980, la marca comienza a tomar relevancia. Se crea la línea AD Mujer y se presentan las colecciones en las pasarelas de Madrid y París. El eslogan "La arruga es bella" marca un hito en la historia de la publicidad de moda en España. Comienza el proceso de expansión de Adolfo Domínguez con la apertura de nuevas tiendas en la capital española y en Barcelona. La firma traspasa fronteras al vestir a los actores protagonistas de la serie norteamericana Miami Vice.
Adolfo Domínguez se convierte en el primer diseñador español que lanza una colección de perfumes con su propio nombre. Comienzan a comercializarse nuevos productos: marroquinería, ropa interior y gafas; y se abre la primera tienda en el extranjero (Portugal, 1994).
El año 1997 es clave para Adolfo Domínguez: su empresa se convierte en la primera casa de moda de España en salir a bolsa.
A partir del año 2000, la firma lanza al mercado nuevas líneas: U Chico y Chica (2003), AD+ (2004), Adolfo Domínguez Niños (2004) —premio en 2006 a la mejor colección estival de la Feria Internacional de Moda Infantil de Valencia (FIMI)—, Mi Casa (2005), Joyas (2008), Novias (2008), Mascotas (2008), The Music Collection (2009) y U+ (2009).
En los últimos años continuó su proceso de expansión internacional. En 2023 el grupo contaba con 350 puntos de venta en 24 países, el 53% de la red fuera de España y en el ejercicio de 2023-24 facturó 114 millones

## Premios y reconocimientos
Adolfo Domínguez ha obtenido numerosos reconocimientos, entre los que destacan 
- Lifetime Achievement —otorgado al diseñador en la Miami Fashion Week—, en reconocimiento a sus logros en el mundo de la moda;

- 1997 Aguja de Oro del Ministerio de Cultura de España, como premio a su aportación cultural y creación artística.[6]
- 2019, fue distinguido con el Premio Nacional de Diseño Moda otorgado por el Ministerio de Cultura y Deporte del Gobierno de España.[6]